# Orphée (tragédie lyrique)
Pour les articles homonymes, voir Orphée (homonymie).
Orphée est une tragédie lyrique du compositeur baroque français Louis Lully sur un livret de Michel Duboullay, créée en 1690 à Paris. L'opéra, distribué en un prologue et trois actes et ballets, s'inspire du mythe d'Orphée dans les Métamorphoses d'Ovide. 

## Historique
Orphée est l'unique tragédie lyrique de Louis Lully, fils ainé de Jean-Baptiste Lully, composée à l'âge de vingt-six ans, trois ans après la mort de son père. L'œuvre est composée en collaboration avec son frère Jean-Baptiste Lully fils. Le librettiste avait par ailleurs déjà écrit pour Louis Lully, avec les paroles pour sa comédie-ballet Zéphyre et Flore de 1688.
L'ouvrage est représenté pour la première fois à l'Académie royale de musique le 21 février 1690 en présence du Dauphin. Cette première représentation ne rencontra aucun succès, et l'ouvrage ne sera plus joué par la suite. Dangeau rapporte dans son journal que les auteurs et leur œuvre furent sifflés pendant la représentation. De plus, aucun journal de cette époque ne font mention de cet opéra, témoignant de son insuccès.
La partition est publiée en 1690 par Christophe Ballard. L'éditeur dut cependant intenter une action en justice pour se faire rembourser les frais d'impression des livrets, face à l'échec qu'avait subi l'ouvrage. Orphée servit cependant de base à l'opéra Orpheus de Georg Phillip Telemann. Le compositeur allemand fit reprendre le livret de Michel Duboullay et ajouter des passages en italien et français à la traduction allemande.

### Postérité
L'ouvrage est joué en 2015 au Théâtre du Nymphée à Vaison-la-Romaine à l'occasion de la XVIe semaine de théâtre antique, dirigé par Pierre Guiral et mis en scène par Fanny Gioria.

## Analyse
Dans cette version de l'histoire, le librettiste reprend le dénouement tel qu'écrit chez Ovide, qui fait retourner Orphée au moment fatidique par crainte de la perdre sans qu'Eurydice ne lui reproche son amour trop fort. De même, Orphée est tué hors-scène par les Bacchantes sur scène.
Orphée reprend le schéma des opéras italiens en trois actes, ce qui marque l'influence de la musique transalpine en France. De même, les louanges traditionnelles adressées au roi sont presque invisibles ici. Le prologue, d'ordinaire réservé à chanter la gloire du souverain, préfère ici appuyer le thème de la tragédie, en faisant chanter Vénus à la mémoire d'Orphée.